# Корчагин, Виктор Станиславович
Виктор Станиславович Корчагин (род. 7 августа 1967 года) — Заслуженный мастер спорта России (спортивное ориентирование на лыжах), многократный чемпион мира, первый чемпион Европы в спринте.

## Биография
В. С. Корчагин родился в Новом Афоне. Практически сразу после его рождения семья переехала в подмоскосковный Раменский район. С 1970 года семья живёт в г.Раменском.
В секции спортивного ориентирования Н. А. Бурлинова с 1978 года. С 1987 по 2000 года тренировался у Заслуженного тренера России Кудряшова Николая Николаевича (СДЮШОР г. Лыткарино).
По окончании в 1984 году Раменской средней школы N8 Виктор поступил в Московский авиационно-технологический институт (МАТИ), а ровно через год ушёл служить в армию, в которой служит до сих пор.Выступает за Вооруженные силы, имеет воинское звание — старший прапорщик.
В. Корчагин с 1987 года в составе сборных СССР и России по спортивному ориентированию на лыжах. С 1998 года по настоящее время в составе сборной команды России по спортивному ориентированию на велосипедах.
16-кратный чемпион СССР и России. Первый чемпион мира по спортивному ориентированию на лыжах как в индивидуальном зачёте, так и в эстафете. Четырёхкратный чемпион мира. Первый Чемпион Европы 2001 года (чемпионат имеет неопределённый статус).
В середине 2000-х полностью перешёл в ориентирование на велосипедах. Имеет несколько медалей чемпионатов мира и Европы, но чемпионом не стал ни разу.